# Peltonychia gabria
Peltonychia gabria is een hooiwagen uit de familie Travuniidae.